# Villa Santa Rita
Villa Santa Rita è un quartiere della capitale argentina Buenos Aires.

## Geografia
Confina con Villa del Parque a nord, Villa General Mitre ad est, Flores a sud, Floresta e Monte Castro ad ovest.

## Storia
Il quartiere iniziò a sorgere nell'ultimo decennio del XIX secolo in seguito al frazionamento dei terreni di donna Juana Ramos Garmendia sul quale sorgeva un piccolo oratorio dedicato a Santa Rita da Cascia.